# モンゴルの国章
モンゴル国の国章（モンゴルこくのこくしょう、モンゴル語: Монгол улсын төрийн сүлд, Mongol ulsyn töriin süld）は、社会主義体制が終わり国号が「モンゴル人民共和国」から「モンゴル国」に改められた1992年に制定された。

## 象徴
国章には仏教やモンゴル民族の伝統のシンボルが組み込まれている。まず国章の外側を囲む円形に描かれた文様は「tumen nusan」と呼ばれるもので、終わりがない文様は永遠の象徴でもある。その中は青色の地があり、モンゴルの人々が崇拝してきた大空を象徴している。青地の上の方には三つの宝石（chandmani）がある。これは仏教でいう三宝を表し、モンゴルの民話では願いを聞き入れるものでもある。これは過去・現在・未来の三つをも象徴している。
青地の中央には「ソヨンボ」が組み合わされた馬が描かれている。ソヨンボはかつてモンゴルで使われた文字（ソヨンボ文字）の名で、モンゴルを象徴するシンボルでもありモンゴルの国旗にも描かれている。ソヨンボには次のような意味がある。

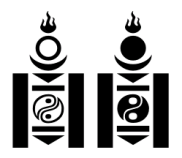
ソヨンボ

- 火: 火は富と成功の象徴である。炎の三つの舌は、過去・現在・未来を意味する。
- 太陽と月: 父なる天（テングリ）に対する崇拝の象徴。モンゴル人の起源を意味する。
- 二つの三角: 三角形は矢じりや槍の先を表す。下に向いているのは、内外の敵を倒すことを意味する。
- 二つの横棒: 水平な横棒は円よりも安定した形である。横棒はモンゴルの人々が、上にある時も下にある時も正直さと正義を持つことを表す。
- 二匹の魚: 魚が円を描いているのは、太極を意味し、陰陽の調和を表す。社会主義の時代はこの部分の意味は「魚は目を閉じないことから、警戒を欠かさないことを象徴する」と改められていた。
- 二本の縦棒: 縦棒は砦の壁を意味する。これは統一と強さを表し、「二人の友情は石の壁よりも強い」というモンゴルのことわざにも基づく

ソヨンボは風の中を走る馬と組み合わされている。この風の馬は「ヒーモリ」（хийморь, Khiimori）という。モンゴルの言葉でヒーは「気」、モリは「馬」を意味し、ヒーモリは幸運や魂のことも指す。この馬は、モンゴルの独立、主権、魂の象徴である。
紋章の下の方には緑色の山並みがあり、中央には法輪が描かれている。山並みから法輪には、青色のハダク（khadag、チベットではカタ）というスカーフが描かれている。法輪は崇敬の象徴であり、ハダクはモンゴルやチベットでは親しい人や尊敬する人に渡すためのものである。紋章の下には白い蓮の花がある。

## 過去の国章

モンゴル人民共和国の国章（1940年-1949年）
モンゴル人民共和国の国章（1949年-1960年）
モンゴル人民共和国の国章（1960年-1992年）

1960年から1992年までモンゴル人民共和国が採用していた国章は、現在の国章と同じような形であるが、中に描かれる物は異なっている。全体として、社会主義のシンボルが仏教のシンボルの代わりに採用されている。「風の馬」のかわりに、馬に乗った人物が描かれている。背景では、白い雪をかぶった山から太陽が昇っている。紋章の下には、法輪ではなく産業を象徴する歯車が描かれ、紋章の周りは農業を意味する麦の穂が描かれ、紋章の上方には赤い星が輝き、その中にソヨンボ（ただし社会主義にあうように修正されたもの）があしらわれている。紋章の下には、歯車の前に赤と青（国旗の色）の帯が描かれ、モンゴル人民共和国（Бүгд Найрамдах Монгол Ард Улс）の略称である「БНМАУ」の文字が書かれている。
1960年以前は、国章には社会主義的シンボルは赤い星などを除きほとんど描かれていなかった。馬に乗った人物は投げ縄用の長い棒を持ち、紋章の両側には牛やヤギなど四種類の家畜の頭が描かれていた。紋章の下の赤いリボンには国名の略称である「БНМАУ」の文字が描かれているが、1940年から1949年までの国章ではキリル文字ではなく伝統的なモンゴル文字で国名が書かれていた。